# Військова комендатура на території РФ
Військова комендатура на території РФ — це підрозділ, призначений для охорони громадського порядку і безпеки (за можливості), задоволення першочергових потреб цивільного населення, підтримання правопорядку та дисципліни серед військовослужбовців Сил оборони України, запобігання кримінальним та іншим правопорушенням, забезпечення охорони (захисту) логістичних маршрутів, участі у протидії диверсійним проявам, а також дотримання вимог Женевської конвенції про захист цивільного населення під час війни від 12.08.1949 року (далі – Женевська конвенція) та інших міжнародних норм гуманітарного права на територіях Російської Федерації, які перебувають під контролем Сил оборони України.
Одним з головних завдань військової комендатури на території РФ є забезпечення основних потреб мирного населення, кількість якого українська влада не називає з міркувань безпеки. Продуктами харчування, водою та медикаментами місцевих жителів забезпечують Збройні Сили України та Сумська обласна військова адміністрація. Медичну допомогу надають військові медики.

## Символіка
За основу нарукавного знака військової комендатури на території РФ обрано герб 2-ої Суджанської сотні Сумського слобідського козацького полку та додано Військовий тризуб Збройних Сил України. В XVII-XVIII столітті частина земель сучасної Курської області РФ входила до складу  Сумського слобідського козацького полку. В м.Суджа було дві сотні – 1-ша і 2-га. Ось опис герба 2-ої Суджанської сотні 1734 року: ... обабіч прапору хрест з місяцем по один бік та зіркою по другий. Автор розробки нарукавного знаку: головний спеціаліст Відділу розвитку військової символіки та геральдики Центрального управління розвитку матеріального забезпечення Міністерства оборони України Олексій Руденко, заслужений художник України.

## Історія
Військова комендатура на території РФ була створена 15 серпня 2024 року. Про це під час засідання ставки Верховного головнокомандувача повідомив головком Збройних Сил України генерал Олександр Сирський. Військовим комендантом призначений генерал-майор Едуард Москальов.
Станом на момент утворення військової комендатури на території РФ Збройні Сили України контролювали приблизно 1000 квадратних кілометрів території Росії та 82 населених пункти.
Український уряд запропонував російській владі створити гуманітарні коридори для безпечної евакуації цивільного населення, однак Москва на цю пропозицію не відповіла.

## Військові коменданти
| № | Ім'я             | Портрет | Посада               | Термін повноважень  | Термін повноважень |
| - | ---------------- | ------- | -------------------- | ------------------- | ------------------ |
| 1 | Едуард Москальов |         | Військовий комендант | 15.08.2024 — донині |                    |

## Контроль населених пунктів (Курська область)
| Назва                                | Населення | Район                   | Контроль | Станом на  |  |
| ------------------------------------ | --------- | ----------------------- | -------- | ---------- |  |
| Курськ                               | 415,159   | Курський район          | Росія    | 01.03.2025 |  |
| Бердин                               | 140       | Великосолдатський район | Росія    | 09.03.2025 |  |
| Біла                                 | 2,598     | Біловський район        | Росія    | 01.03.2025 |  |
| Білиця                               | 1,051     | Біловський район        | Росія    | 01.03.2025 |  |
| Большоє Солдатське                   | 2,681     | Большесолдатський район | Росія    | 01.03.2025 |  |
| Борки                                | 378       | Суджанський район       | Росія    | 01.03.2025 |  |
| Веселе                               | 757       | Глушковський район      | Росія    | 01.03.2025 |  |
| Генералівка                          | 12        | Суджанський район       | Росія    | 01.03.2025 |  |
| Гир'ї                                | 1,465     | Біловський район        | Росія    | 01.03.2025 |  |
| Глушкове                             | 5,349     | Глушковський район      | Росія    | 01.03.2025 |  |
| Горналь (село)                       | 206       | Суджанський район       | Україна  | 01.03.2025 |  |
| Гуєво                                | 904       | Суджанський район       | Росія    | 01.03.2025 |  |
| Дар'їно                              | 144       | Суджанський район       | Росія    | 01.03.2025 |  |
| Зелений Шлях                         | ~100      | Суджанський район       | Росія    | 01.03.2025 |  |
| Імені Карла Лібкнехта                | 7,969     | Курчатовський район     | Росія    | 01.03.2025 |  |
| Козача Локня                         | 605       | Суджанський район       | Росія    | 12.03.2025 |  |
| Коренево                             | 6,119     | Кореневський район      | Росія    | 01.03.2025 |  |
| Крем'яне                             | 649       | Кореневський район      | Росія    | 01.03.2025 |  |
| Кромські Бики                        | 307       | Льговський район        | Росія    | 01.03.2025 |  |
| Кругленьке                           | 3         | Суджанський район       | Росія    | 08.03.2025 |  |
| Курилівка                            | 77        | Суджанський район       | Росія    | 01.03.2025 |  |
| Курчатов та Курська АЕС              | 39,167    | Курчатовський район     | Росія    | 01.03.2025 |  |
| Лебедівка                            | 327       | Суджанський район       | Росія    | 12.03.2025 |  |
| Льгов                                | 21,453    | Льговський район        | Росія    | 01.03.2025 |  |
| Любимівка                            | 560       | Кореневський район      | Росія    | 01.03.2025 |  |
| Мала Локня                           | 799       | Суджанський район       | Росія    | 10.03.2025 |  |
| Мартинівка                           | 768       | Суджанський район       | Росія    | 10.03.2025 |  |
| Махнівка                             | 1,110     | Суджанський район       | Росія    | 12.03.2025 |  |
| Миколаєво-Дар'їно                    | 153       | Суджанський район       | Росія    | 01.03.2025 |  |
| Новий Путь                           | 5         | Глушковський район      | Росія    | 01.03.2025 |  |
| Новоіванівка                         | 228       | Суджанський район       | Росія    | 01.03.2025 |  |
| Обухівка (Глушковський район)        | 70        | Глушковський район      | Росія    | 01.03.2025 |  |
| Обухівка (Кореневський район)        | 291       | Кореневський район      | Росія    | 01.03.2025 |  |
| Отруба (Попово-Лежачанська сільрада) | 1         | Глушковський район      | Україна  | 01.03.2025 |  |
| Ольгівка                             | 674       | Кореневський район      | Росія    | 01.03.2025 |  |
| Олешня (Курська область)             | 104       | Суджанський район       | Україна  | 01.03.2025 |  |
| Плехово                              | 620       | Суджанський район       | Росія    | 01.03.2025 |  |
| Погребки                             | 266       | Суджанський район       | Росія    | 08.03.2025 |  |
| Рильськ                              | 14,843    | Рильський район         | Росія    | 01.03.2025 |  |
| Руська Конопелька                    | 205       | Суджанський район       | Росія    | 10.03.2025 |  |
| Руське Порічне                       | 298       | Суджанський район       | Росія    | 10.03.2025 |  |
| Свердликово                          | 543       | Суджанський район       | Росія    | 11.03.2025 |  |
| Слобідка-Іванівка                    | 58        | Рильський район         | Росія    | 01.03.2025 |  |
| Снагость                             | 494       | Кореневський район      | Росія    | 01.03.2025 |  |
| Спальне                              | 139       | Суджанський район       | Росія    | 01.03.2025 |  |
| Суджа                                | 6,036     | Суджанський район       | Росія    | 10.03.2025 |  |
| Тьоткіно                             | 4,223     | Глушковський район      | Росія    | 01.03.2025 |  |
| Уланок                               | 498       | Суджанський район       | Росія    | 01.03.2025 |  |
| Черкаська Конопелька                 | 243       | Суджанський район       | Росія    | 12.03.2025 |  |
| Черкаське Порічне                    | 768       | Суджанський район       | Росія    | 10.03.2025 |  |
| Шептухівка                           | 657       | Кореневський район      | Росія    | 01.03.2025 |  |

## Контроль населених пунктів (Бєлгородська область)
| Назва                          | Населення | Район                                                | Контроль       | Станом на  |
| ------------------------------ | --------- | ---------------------------------------------------- | -------------- | ---------- |
| Бєлгород                       | 339,978   | Бєлгородський район (хоча не входить до його складу) | Росія          | 01.03.2025 |
| Грайворон                      | 6.091     | Грайворонський район                                 | Росія          | 01.03.2025 |
| Журавлівка                     | 1,193     | Бєлгородський район                                  | Росія          | 01.03.2025 |
| Нехотіївка                     | 145       | Бєлгородський район                                  | Росія          | 01.03.2025 |
| Шебекіно                       | 46,634    | Шебекінський район                                   | Росія          | 01.03.2025 |
| Демидівка                      | 272       | Красноярузький район                                 | Україна/ Росія | 26.03.2025 |
| Попівка (Красноярузький район) | 81        | Красноярузький район                                 | Україна/ Росія | 26.03.2025 |